# Steve Burtt
Pour les articles homonymes, voir Steve Burtt (basket-ball, 1984) et Burtt.
Steven Dwayne Burtt, né le 5 novembre 1962 à New York, est un ancien joueur professionnel américain de basket-ball.

## Biographie
Il a joué sporadiquement dans plusieurs franchises de NBA avant son départ à l'étranger. Il a été banni à la suite d'une affaire de narcotique.
Son fils, également prénommé Steve Burtt, est également joueur professionnel de basket-ball.